# Stratospheric Aerosol and Gas Experiment
Pour les articles homonymes, voir Sage (homonymie).
Stratospheric Aerosol and Gas Experiment également désigné sous l'appellation SAGE, AEM 2 (Applications Explorer Mission 2) ou Explorer 60, est un petit satellite scientifique lancé en 1979 qui a effectué la première mesure globale et détaillée du champ magnétique terrestre. Le satellite développé par la NASA et l'Institut d'études géologiques des États-Unis (USGS) est la première d'une série de trois missions du programme Small Explorer (SMEX). La charge utile est constituée d'un radiomètre chargé de déterminer la composition de l'atmosphère. Le satellite a fonctionné durant deux ans.

## Contexte
SAGE est la 60e mission du programme Explorer de la NASA dédié aux investigations scientifiques de l'environnement spatial de la Terre.

## Objectifs
L'objectif scientifique du satellite est de collecter des données permettant de constituer une base de données globale sur la présence d'aérosols, de l'ozone et du monoxyde d'azote qui puisse être utilisée pour analyser les variations spatiales et temporelles de ces composants liés aux changements saisonniers, aux phénomènes météorologiques court terme, à la chimie atmosphérique et aux phénomènes transitoires comme les éruptions volcaniques.

## Caractéristiques techniques

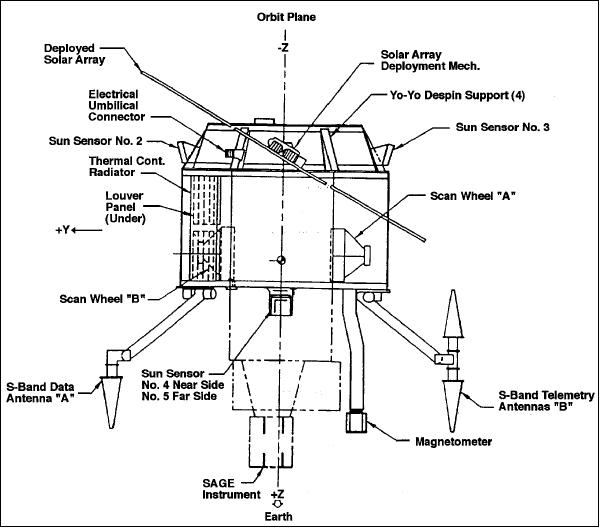
Schéma du satellite Explorer 60 (SAGE).

SAGE est un petit satellite à bas coût d'une masse de 148,7 kg composé de deux modules distincts : le module de base et le module instrumental. Le module de base est un prisme hexagonal de 65 cm de haut qui contient le système de production d'énergie, l'électronique pour les télécommunications, le système de gestion des données et le système de contrôle d'attitude. Les télécommunications se font en bande S via deux antennes VHF (Very High Frequency). Le satellite est spinné. Les corrections d'orientation sont assurées par un magnéto-coupleur et une roue de réaction. L'orientation du satellite est maintenue avec une précision comprise entre 0,7 et 2° selon les axes. Une propulsion utilisant de l'hydrazine est utilisée pour corriger les variations de l'orbite afin de remplir les objectifs cartographiques assignés au satellite. L'énergie est fournie par deux panneaux solaires. La hauteur totale du satellite est de 1,62 mètre antennes comprises. Le satellite est construit par Boeing Aerospace Company.

## Instrumentation scientifique
L'instrument unique SAGE I emporté par le satellite est un radiomètre dérivé de l'instrument SAM I embarqué dans la mission Apollo-Soyouz (1975) et SAM-II qui a équipé le satellite météo Nimbus-7 (1987) qui ont poursuivi les mêmes objectifs. L'instrument analyse la diminution du rayonnement solaire à chaque lever et coucher de soleil soit environ 30 fois par jour sur quatre longueurs d'onde (0,385, 0,45, 0,6, et 1,0 µm). À chaque fois un profil vertical des concentrations en ozone, dioxyde d'azote et en aérosols est déterminé avec une résolution verticale de 1 km sur toute l'épaisseur de la couche atmosphérique.

## Déroulement de la mission
SAGE est lancé le 18 février 1979 depuis la base de Wallops Island par une fusée Scout D. Il est placé sur une orbite basse quasi circulaire de 660 × 548 km avec une inclinaison de 54,90° et une période de 96,80 minutes. Le satellite connaît des problèmes d'alimentation électrique à compter du 15 mais 1979 mais continue à fournir des données jusqu'au 19 novembre 1981. Le dernier signal est reçu le 7 janvier 1982 et SAGE est détruit durant sa rentrée dans l'atmosphère le 11 avril 1989.

## Successeurs

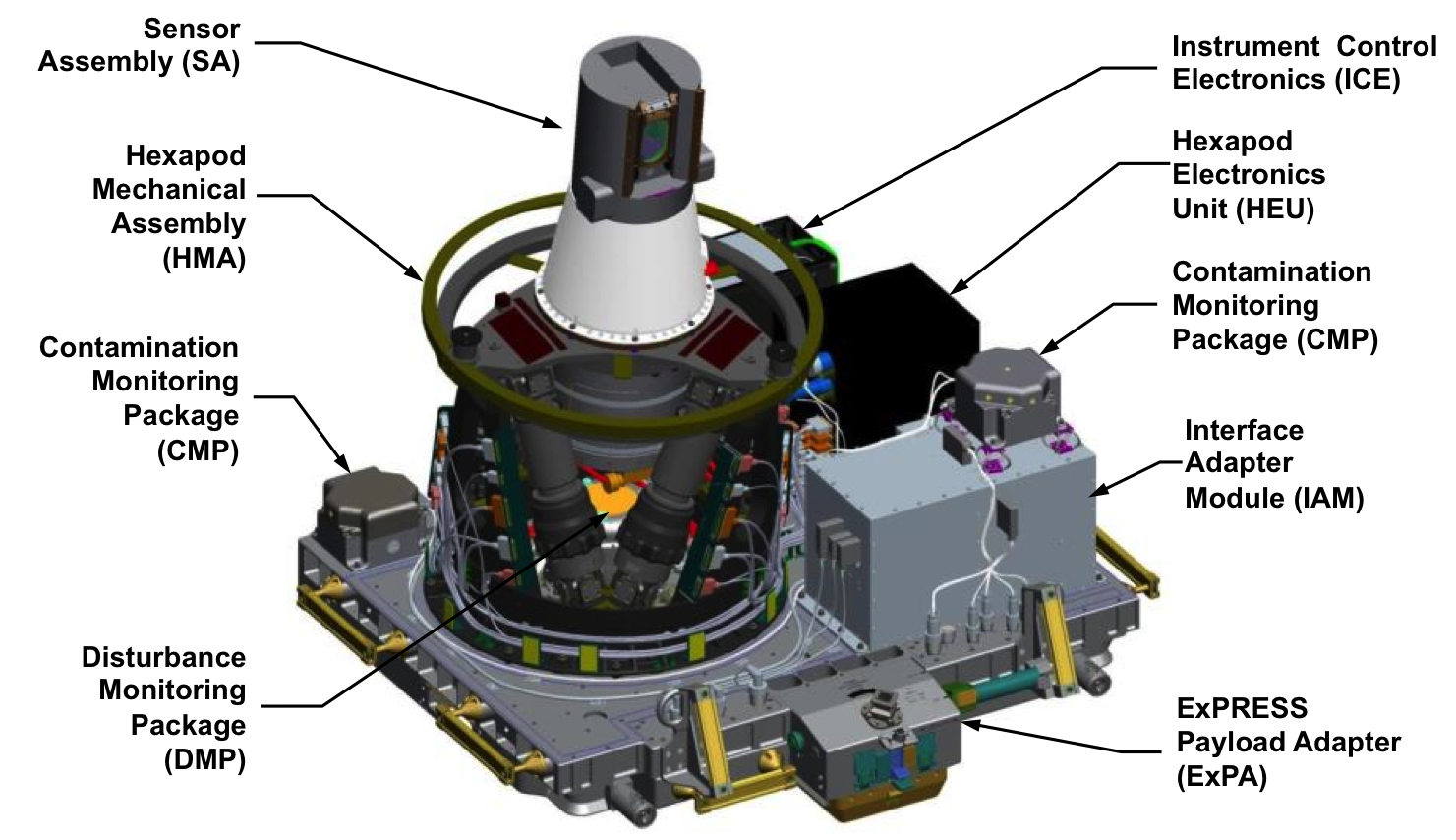
Schéma de l'instrument SAGE III installé à bord de la Station spatiale internationale en 2017.

Plusieurs instruments aux objectifs similaires à celui emporté par le satellite SAGE, mais avec des caractéristiques améliorées, ont été placés en orbite par la suite :
- ERBS : SAGE II (2001-2006) ;
- Meteor-3M : SAGE III (2001-2006) ;
- Station spatiale internationale : SAGE III (2017-). Cet instrument mesure le rayonnement ultraviolet sur les longueurs supérieures à 280 nm et couvre tout le spectre infrarouge jusqu'à 1040 nm. La résolution spectrale est de 1 à 2 nm. Un deuxième détecteur mesure l'intensité lumineuse sur la longueur d'onde 1500 nm pour apporter des informations supplémentaires sur la quantité d'aérosols présente. La résolution verticale est de 0,75 km. L'instrument de 527 kg est fixé sur une des palettes ExPRESS de la station spatiale par l'intermédiaire d'un système de pointage HPS (Hexapod Pointing System) comprenant des actuateurs permettant de corriger l'orientation de l'instrument avec six degrés de liberté.